# Sjörup, Trelleborgs kommun
Sjörup är en bebyggelse i Västra Alstads socken i Trelleborgs kommun. SCB avgränsar här en småort sedan 2023.